# Halothamnus glaucus
Halothamnus glaucus là loài thực vật có hoa thuộc họ Dền. Loài này được (M. Bieb.) Botsch. mô tả khoa học đầu tiên năm 1981.